# Vanja Strle
Vanja Strle, slovenska pisateljica, * 2. december 1960, Koper. 
Živi na Notranjskem.  Po poklicu je profesorica kemije in univerzitetna diplomirana inženirka kemije, dela na področju varstva okolja pri izvajanju industrijskih dejavnosti.  

V 3. razredu osnovne šole je že imela nastop po TV s svojo pesmico, eno leto kasneje pa je sledila objava pesmi v Nedeljskem dnevniku.
 
Izdala je že sedem pesniških zbirk ter eno žepno knjižnico. Njena poezija pa je objavljena tudi v Novi reviji, Primorskih srečanjih, Apokalipsi itd.  Arhivirano 2016-03-05 na Wayback Machine.